# Sân bay quốc tế Valley
Sân bay quốc tế Valley (IATA: HRL, ICAO: KHRL) là một sân bay tọa lạc 5 km phía Đông Bắc của Harlingen, Texas. Sân bay có 3 đường băng. Sân bay này cũng được gọi là Sân bay quốc tế Rio Grande Valley. Đây là sân bay lớn nhất và bận rộn nhất của vùng đô thị Rio Grande Valley.

## Các hãng hàng không
- Continental Airlines - cổng 7
  - Continental Express cung cấp bởi ExpressJet Airlines (Houston-Intercontinental)
  - Continental Express cung cấp bởi Chautauqua Airlines (Houston-Intercontinental)
- Southwest Airlines - cổng 5-6 (Austin, Dallas-Love, Houston-Hobby, San Antonio)
- Sun Country Airlines - cổng 4 (Minneapolis/St. Paul [seasonal])

Các loại tàu bay đang hoạt động ở sân bay này:
- Embraer ERJ 135 - ExpressJet Airlines
- Embraer ERJ 145 - ExpressJet Airlines & Chautauqua Airlines
- Bombardier CRJ-200 - Chautauqua Airlines
- Boeing 737-300 - Southwest Airlines
- Boeing 737-500 - Southwest Airlines
- Boeing 737-700 - Southwest Airlines
- Boeing 737-800 - Sun Country Airlines

Trong những năm trước, hãng ExpressJet Airlines đã sử dụng tàu bay ATR-42, hãng Southwest Airlines sử dụng Boeing 737-200, và hãng Sun County Airlines sử dụng utilized Boeing 727-200 đi Harlingen.